# The Place After This One
The Place After This One es el décimo álbum de estudio de la banda de metalcore Underoath, lanzada el 28 de marzo de 2025 a través de MNRK Music Group. Es el primer álbum sin el guitarrista rítmico James Smith, quien formó parte de la banda desde su álbum They're Only Chasing Safety (2004), hasta su salida en 2023.

## Antecedentes y composición
La banda lanzó tres nuevos sencillos a lo largo de 2024: «Teeth» en septiembre, «Survivors Guilt» en octubre y «Generation No Surrender» en diciembre. Los tres sencillos se incluyeron en The Place After This One, que se anunció el 14 de febrero de 2025. Otro sencillo, «All the Love is Gone», se lanzó el mismo día del anuncio.
Refiriéndose a algunos de los sencillos, el vocalista Spencer Chamberlain ha declarado que «Teeth» «tiene una vibra que recuerda a samples clásicos de hip-hop o a algo que Linkin Park podría haber hecho, lo cual me parece genial. Nunca imaginé que lo lograríamos en una canción de Underoath, pero surgió de forma tan natural». "Teeth" fue la última canción que la banda grabó para el álbum, y el baterista y vocalista Aaron Gillespie mencionó que quería que se lanzara como primer sencillo: "Porque es muy peculiar. El día que la escribimos, dije que debía ser la primera canción que lanzáramos. Es mi favorita del álbum". Chamberlain explicó que "Generation No Surrender" fue escrita desde la perspectiva de que, si nos dijeran que el mundo se acaba y que el apocalipsis se acercaba, no nos sorprendería ni huiríamos".
Finalmente, "All the Love is Gone" se describe como "una de las canciones más atrevidas que hemos escrito. Queríamos crear un tema con un fuerte componente drum'n'bass, al estilo de The Prodigy, The Chemical Brothers, Noisia, etc. También tomamos elementos de Justice y The Streets".
Spencer Chamberlain declaró que el título del álbum, que surgió antes de escribirlo, "es abierto en ese sentido. Podrías estar hablando de la vida después de la muerte, pero también podrías estar hablando de la vida después de este viaje en autobús. Nunca se sabe qué sigue. ¿Qué hay después de Underoath? ¿Hay vida después de Underoath? ¿Haremos esto hasta que seamos demasiado viejos para caminar? ¿Vamos a estar en el escenario como los Rolling Stones? ¿Me entiendes?"

## Lanzamiento y promoción
El álbum se transmitió íntegramente en un video visualizador en YouTube el 30 de marzo de 2025, dos días después de su lanzamiento.
Underoath emprenderá una gira por Norteamérica para promocionar el álbum con Papa Roach y Rise Against de marzo a abril y de septiembre a octubre de 2025.

## Lista de canciones
Todas las letras escritas por Spencer Chamberlain y Aaron Gillespie, toda la música compuesta por Underoath, Danen Reed Rector y JJ Revell, excepto donde se indique lo contrario. 
| N.º | Título                                    | Duración |  |
| 1.  | «Generation No Surrender»                 | 2:47     |  |
| 2.  | «Devil»                                   | 3:47     |  |
| 3.  | «Loss»                                    | 3:01     |  |
| 4.  | «Survivor's Guilt»                        | 3:18     |  |
| 5.  | «All the Love is Gone»                    | 3:02     |  |
| 6.  | «And Then There Was Nothing»              | 2:13     |  |
| 7.  | «Teeth»                                   | 2:36     |  |
| 8.  | «Shame»                                   | 2:55     |  |
| 9.  | «Spinning in Place»                       | 2:26     |  |
| 10. | «Vultures» (con Troy Sanders de Mastodon) | 2:53     |  |
| 11. | «Cannibal»                                | 3:21     |  |
| 12. | «Outsider»                                | 4:18     |  |

## Créditos
Underoath
- Spencer Chamberlain – voces
- Tim McTague – guitarras
- Grant Brandell – bajo
- Chris Dudley – teclados, programación, diseño de sonido
- Aaron Gillespie - batería, voces

Músicos adicionales
- Troy Sanders: voz (pista 10).

Producción
- Danen Reed Rector – Productor
- Matt Huber – Masterización